# Bodelshausen
Bodelshausen település Németországban, azon belül Baden-Württembergben. Lakosainak száma 5948 fő (2023. december 31.). Bodelshausen Ofterdingen, Mössingen, Rottenburg am Neckar és Hirrlingen községekkel határos.

## Népesség
A település népessége az elmúlt években az alábbi módon változott:
| Lakosok száma | 2558 | 3189 | 4208 | 4443 | 4698 | 5491 | 5809 | 5870 | 5558 | 5948 |
|               | 1961 | 1967 | 1974 | 1980 | 1987 | 1993 | 2000 | 2006 | 2013 | 2023 |